# Жуковський Микола Іванович
Микола Іванович Жуковський (6 серпня 1909, село Гриневщини Мстиславського повіту Могильовської губернії, тепер Монастирщинського району Смоленської області, Російська Федерація — 2 грудня 1987, місто Новосибірськ, тепер Російська Федерація) — радянський діяч, голова Новосибірського облвиконкому, ректор Благовіщенського сільськогосподарського інституту Амурської області. Кандидат економічних наук, доктор сільськогосподарських наук, професор. Депутат Верховної Ради СРСР 5-го скликання.

## Біографія
Народився в селянській родині. Батько працював ковалем Краматорського заводу на Донбасі, а в 1915 році разом із родиною виїхав в Сибір до селища Ярський Мошковського повіту (тепер Новосибірської області).
У 1924 році Микола Жуковський вступив до комсомолу. Закінчив середню школу.
У 1931 році закінчив Омський сільськогосподарський інститут, агроном-механізатор. Навчався в аспірантурі.
З 1931 року працював науковим співробітником у Сибірському науково-дослідному інституті соціалістичної реконструкції сільського господарства.
У 1934—1937 роках — старший агроном Буланихинської машинно-тракторної станції Алтайського краю.
У 1937—1940 роках — завідувач державної сортодослідницької ділянки в Кузедеєвському районі Новосибірської області.
Член ВКП(б) з 1940 року.
У 1940—1942 роках — директор Новосибірського сільськогосподарського інституту.
З 1942 по 1943 рік& служив у Червоній армії, працював науковим співробітником, заступником директора навчально-дослідного господарства, був інструктором Новосибірського обласного комітету ВКП(б). У 1943—1947 роках — заступник завідувача сільськогосподарського відділу Новосибірського обласного комітету ВКП(б).
У 1947—1948 роках — 1-й заступник начальника Новосибірського обласного управління сільського господарства.
З 1948 року — начальник Новосибірського обласного управління сільського господарства.
У 1948 році закінчив заочно Вищу партійну школу при ЦК ВКП(б).
У 1952—1953 роках — заступник завідувача відділу Ради у справах колгоспів при Раді міністрів СРСР.
У квітні 1953 — квітні 1954 року — начальник управління науково-дослідних закладів і заступник начальника головного управління сільськогосподарської пропаганди Міністерства сільського господарства СРСР.
У квітні 1954 — вересні 1955 року — 1-й заступник голови виконавчого комітету Новосибірської обласної ради депутатів трудящих.
У вересні 1955 — серпні 1956 року — 2-й секретар Новосибірського обласного комітету КПРС.
У серпні 1956 — квітні 1959 року — голова виконавчого комітету Новосибірської обласної ради депутатів трудящих.
У 1959—1960 роках — директор Сибірського науково-дослідного інституту механізації та електрифікації сільського господарства Сибірського відділення Російської академії сільськогосподарських наук.
У 1961—1967 роках — проректор з навчальної та наукової роботи, завідувач кафедри економіки та організації сільського господарства, декан економічного факультету Благовіщенського сільськогосподарського інституту Амурської області.
У 1967—1973 роках — ректор Благовіщенського сільськогосподарського інституту Амурської області.
У 1973—1981 роках — професор, завідувач кафедри в Алтайському сільськогосподарському інституті.
У 1981—1986 роках — професор Новосибірського сільськогосподарського інституту.
Автор понад 100 наукових праць, підготував понад 40 кандидатів та докторів наук.
Помер 2 грудня 1987 року в Новосибірську.

## Нагороди
- орден Леніна (1956)
- орден «Знак Пошани»
- медалі